# Théâtre itinérant

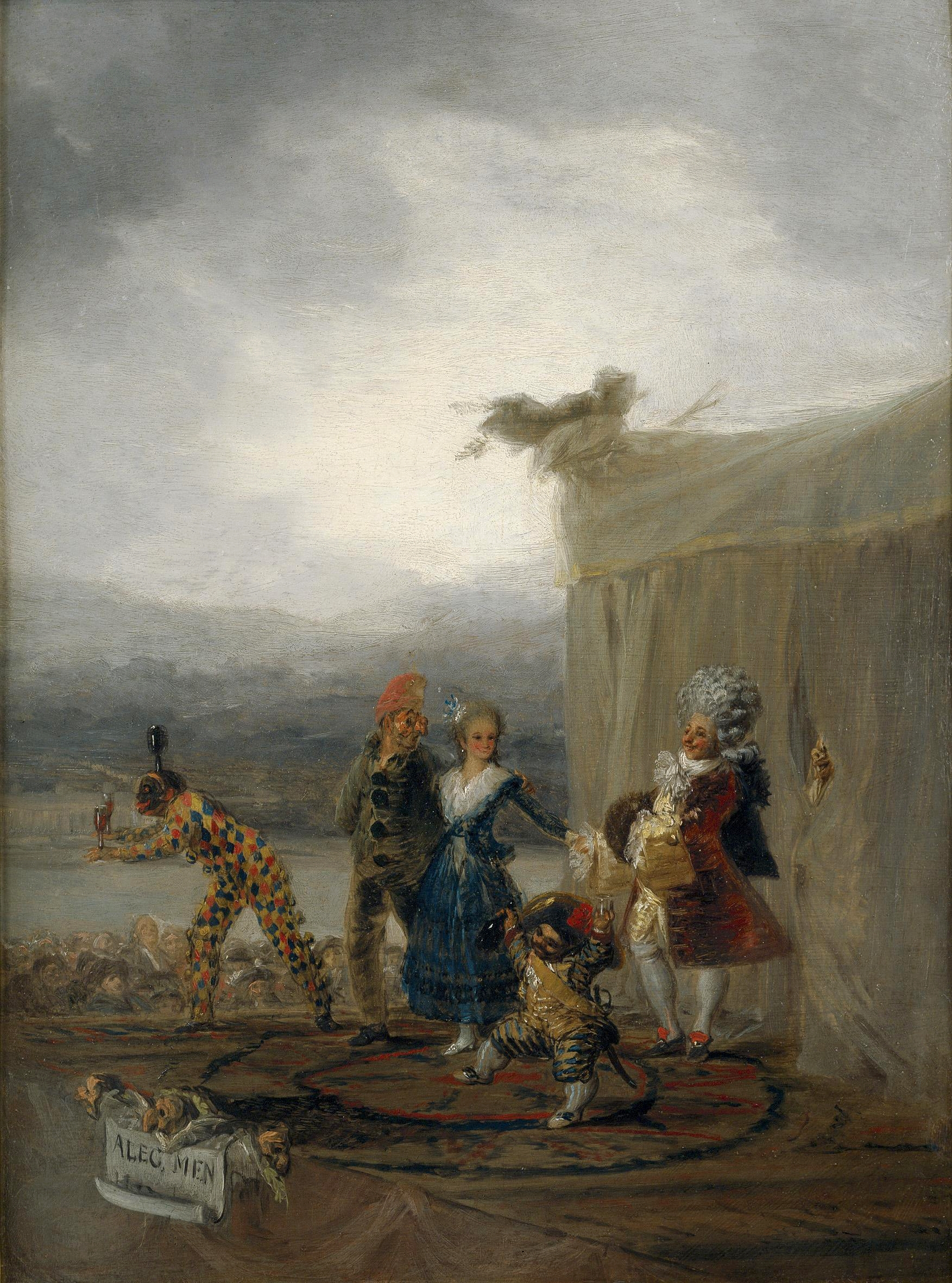
Des acteurs comiques ambulants de Francisco de Goya (1793)

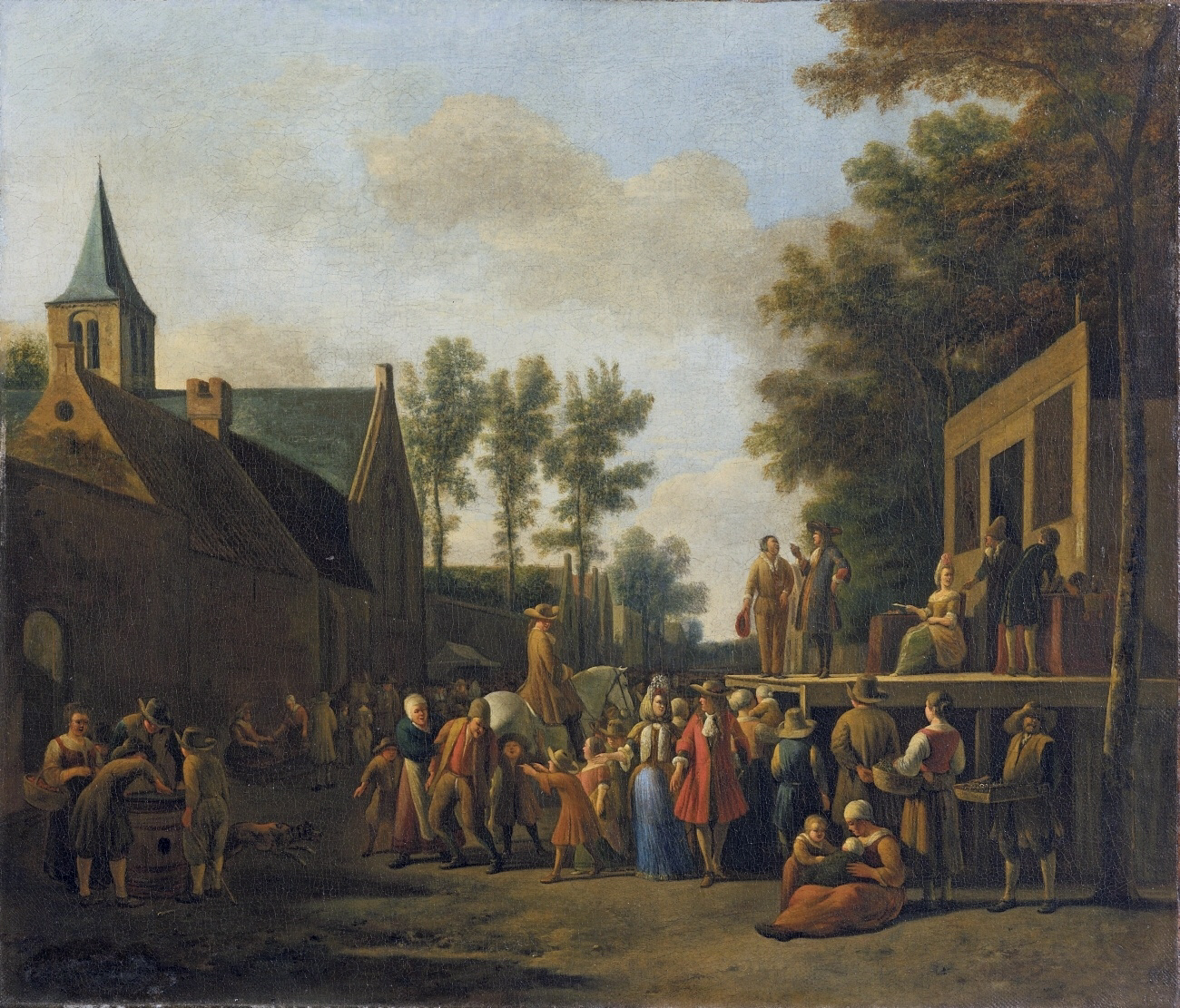
Stadtansicht mit Wanderbühne (« paysage avec théâtre ambulant ») de Job et Gerrit Berckheyde (1689).

Le théâtre itinérant, ou théâtre ambulant, est une forme de théâtre qui procède à des tournées quotidiennes de plusieurs villes ou villages, ou pays.
Le théâtre itinérant existe depuis l'époque classique et Thespis, un comique ambulant (es) qui partait représenter son numéro dans différents villages. Le théâtre itinérant a ensuite évolué de plusieurs manières : d'abord les thèmes abordés (religion et surtout politique), puis les personnages utilisés (tirés au début de la commedia dell'arte, puis des personnalités politiques du moment, puis tout type de personnages), le nombre d'acteurs dans la troupe (ce qui a donné lieu a de multiples combinaisons et noms correspondants) et les moyens utilisés (d'abord un comique seul à pied, puis plusieurs à pied, puis ils partagent un char, etc. jusqu'à un navire avec La Fura dels Baus). Il y a eu parfois la volonté d'amener la culture à des endroits qui en manquaient, comme les troupes de théâtre itinérant universitaires espagnoles du XXe siècle ou plus contemporainement en France, avec les Tréteaux de France.

## Définition
Jean-Luc Grandrie, ancien directeur-adjoint du Rond-Point et directeur-adjoint des Tréteaux de France, centre dramatique national à vocation itinérante, évoque le théâtre itinérant ainsi :

« Je pus alors découvrir cette façon originale de faire du théâtre : ces gens qui partaient sur les routes de France rencontrer des publics qu'ils allaient en définitive chercher, ce temps consacré aux représentations, mais aussi au montage du chapiteau, ces villages visités régulièrement... Ce théâtre itinérant était une folie, au service d'un public qui parfois, souvent, s'ignore...

Faire du théâtre là où il n'y en a pas, voilà la vocation de ce théâtre national dont la particularité est d'être sans murs. Et, à cause de cela, ou grâce à cela, tous les acteurs de cette structure deviennent, pendant une partie de l'année, des nomades. »

— Jean-Luc Grandie, Les Tréteaux de France: 2001- 2011 - Récit d'une reconquête théâtrale
Au travers de la modalité du théâtre nomade, il faut en différencier deux types : le théâtre itinérant simple, « de contenu sans continent », et le théâtre ambulant de chapiteau, mobile ou portable, qui voyage avec une structure physique (ou « continent ») nécessaire pour la matérialisation de son spectacle. En général, le théâtre de chapiteau est une combinaison de plusieurs variantes, telles que le cirque ou la revue.

## Histoire

### La première compagnie ambulante

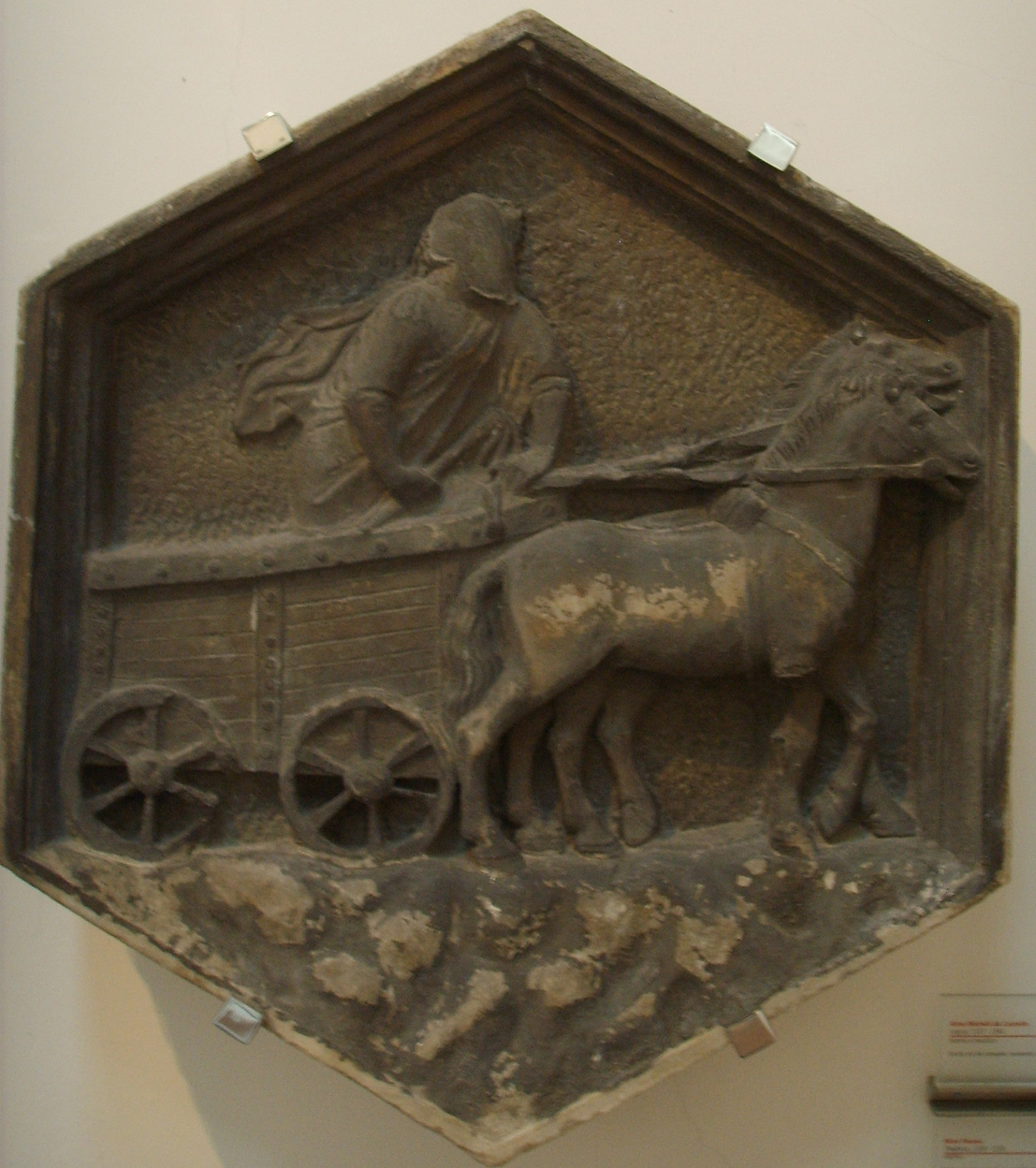
Relief de la Campanile de Giotto, à Florence, œuvre de Nino Pisano (1334-1336) représentant Thespis dans son char ambulant.

En Occident, le phénomène du théâtre itinérant tient son origine (d'ordre politico-culturel) du récit de l'activité du poète et comique ambulant (es) de la Grèce classique du VIe siècle av. J.-C., Thespis, qui après une fulgurante carrière dramatique dans les Grandes Dionisiennes athéniennes, est arrêté par le sage Solon et obligé à parcourir les chemins sur un char.

### Lope de Rueda selon Cervantes
Le deuxième exemple remarquable a été protagonisé par la compagnie de théâtre de Lope de Rueda entre 1540 et 1565, dans l'Espagne des premiers Habsbourg. Miguel de Cervantes lui-même a écrit à ce sujet dans le prologue de ses Huit comédies et huit intermèdes (1615) :

« Il s'agit également du premier à non seulement les avoir fait débuter en Espagne, mais fit également leur promotion en grande pompe ; moi, étant le plus vieux des personnes présentes, je dis que je me rappelais avoir vu représenté le grand Lope de Rueda, un homme éminent dans la représentation et la connaissance [...]
Aux temps de ce célèbre espagnol, tous les effets de mise en scène d'un auteur de comédie tenaient dans un sac, et se résumaient à peu près à quatre pelisse blancs garnis de pièces de cuir doré et de quatre barbes et perruques ainsi que quatre houppettes. Les comédies étaient des discussions, comme égloques, entre deux ou trois bergers et une bergère ; on les ornait et dilatait de deux ou trois intermèdes, parfois une noire, parfois une crapule, parfois un niais et parfois de Biscaïen : chacune de ces quatre figures et beaucoup d'autres créait ce Lope avec la plus grande excellence et correction que l'on puisse imaginer. Il n'y avait point alors de machinerie, de défis entre Maures et Chrétiens, ni à pied ni à cheval ; il n'y avait pas de figure qui sortît ou semblât sortir du centre de la terre par un trou sur la scène, qui était composée de quatre bancs en carré et quatre ou six tables dessus, ce qui l'élevait au-dessus du sol de quatre pieds ; il n'y avait pas non-plus de nuages avec des anges ou des âmes qui descendissent du ciel. La décoration du théâtre était une vieille couverture, tendue avec deux ficelles de part et d'autre, qui faisait ce qu'on appelait le vestiaire et derrière laquelle étaient les musiciens, chantant sans guitare une ancienne chanson. [...]
À Lope de Rueda succéda Navarro, originaire de Tolède, qui était célèbre pour sa représentation d'une lâche crapule ; il éleva quelque peu la décoration des comédies et transforma le sac de vêtements en coffres et malles ; il fit apparaître les musiciens, qui chantaient auparavant derrière le rideau, au public ; il enleva les barbes des comédiens, qui jusqu'alors ne jouaient pas sans barbe postiche, et fit que tous représentassent la belle race, mis à part ceux qui devaient représenter les vieux ou les autres personnages qui demandassent un changement de visage ; il inventa les machineries, les nuages, les tonnerres et les éclairs, les défis et les batailles, mais tout cela n'arriva pas au point sublime où nous sommes maintenant. »

— Miguel de Cervantes Saavedra

### Les compagnies d'Agustín de Rojas

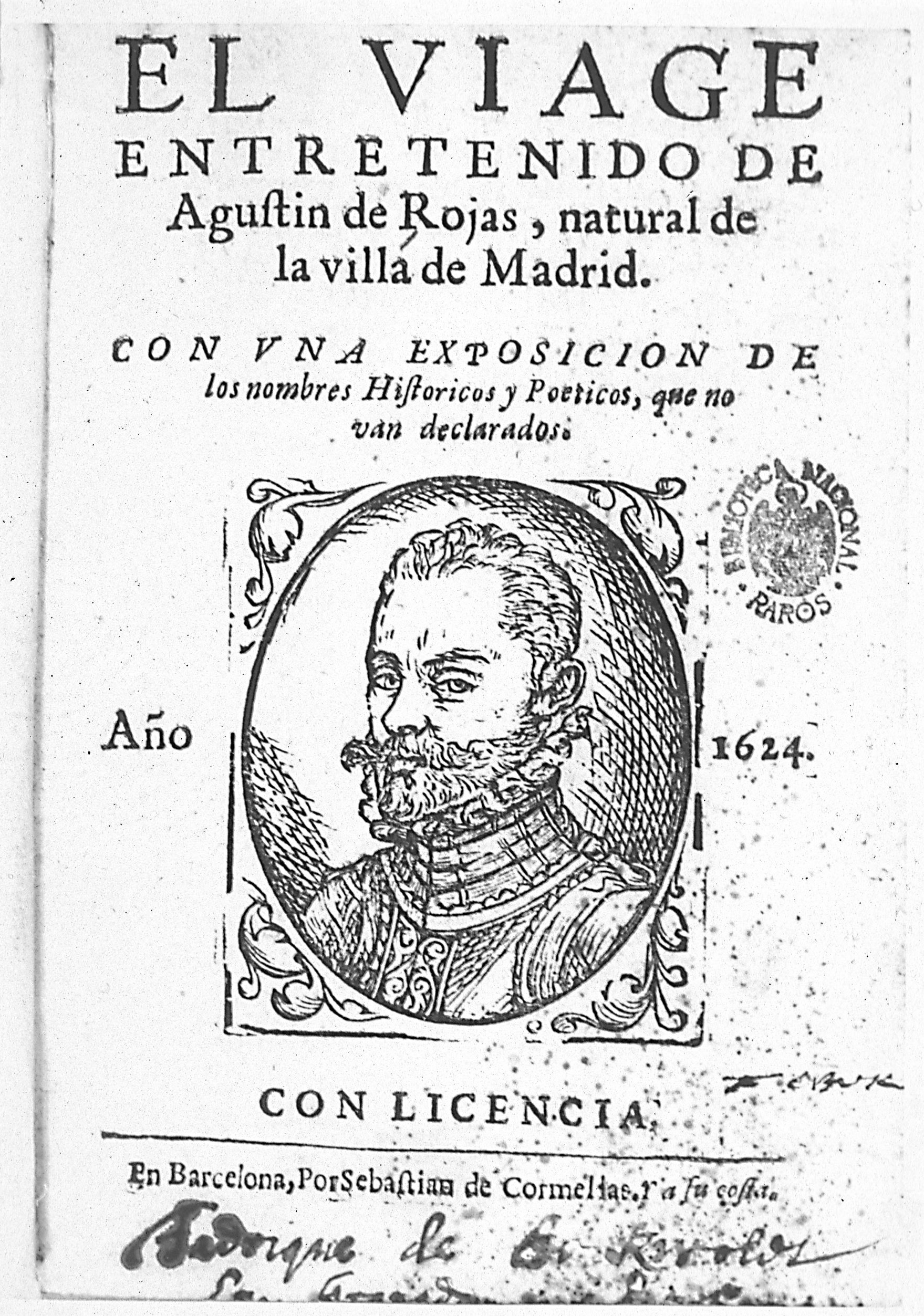
Première de couverture de El Viaje entretenido de Agustín de Rojas Villandrando (1624).

Le célèbre dramaturge et comique Agustín de Rojas Villandrando distingue, dans son ouvrage El Viaje entretenido (1603, 1611 et 1624) jusqu'à huit types de compagnies de théâtre ambulant de l'époque : bululú (es), ñaque (es), gangarilla (es), cambaleo (es), garnacha (es), bojiganga (es), farándula et, finalement, la compagnie qu'il décrit ainsi :

« Dans les compagnies, il y a tous types de vermisseaux et de babioles : ils perçoivent chaque couture et connaissent bien la courtoisie ; il y a des gens très discrets, des hommes très apprécies, des personnes bien nées et encore des femmes très vertueuses (et quand il y en a beaucoup, c'est positif qu'il y ait de tout) — ils emmènent cinquante comédies, trois-cents arrobes de balluchon, seize représentants, trente qui mangent, un qui encaisse et Dieu sait combien dérobent. Certains demandent des mules, d'autres des charrues, d'autres des litières, d'autres des palefrois, et personne ne se satisfait de son char parce qu'ils prétendent qu'ils ont un mauvais estomac. Il y a en général beaucoup de déceptions à ce sujet. Leurs tâches sont excessives car ils étudient tant, leurs essais si continus et les goûts tant divers, bien que cela, Ríos y Ramírez ne le savent que trop bien, et c'est mieux de garder le silence à ce sujet, au cas où l'on puisse en dire trop. »

— Agustín de Rojas Villandrando, El viaje entretenido, Libro I, 1603
Le bululú est un acteur solitaire ou un comédien espagnol qui voyage à pied de village en village pour faire de brève représentations dans lesquelles il interprète tous les personnages apparaissant dans l'éloge, farce ou intermède qu'il aura choisi parmi son répertoire varié, selon son auditoire.
Une ñaque est une compagnie de comiques ambulants composée de deux seuls acteurs,. Son répertoire théâtral se compose de quelque intermède, un fragment d'auto sacramental et des rimes d'octaves et d'éloges ; les deux acteurs accompagnent ces pièces de battements sur un tambour ou un tambour de basque.
Une gangarilla est une compagnie de comiques ambulants composée de trois ou quatre acteurs, accompagnés par un garçon qui interprète les rôles féminins. L'un d'eux joue bien d'un instrument, ils jouent l'auto sacramental de La Oveja perdida, deux intermèdes de simplet, marchent à pied, portent barbe et perruque et sont assez rustiques.
Un cambaleo est une compagnie de comiques ambulants composée de cinq acteurs et une actrice chanteuse. Agustín de Rojas Villandrando dit d'eux que l'actrice chante tandis que les cinq hommes pleurent. Leur répertoire est composé d'une comédie, de deux autos sacramentales et de trois ou quatre intermèdes. La femme bénéficie d'un transport et d'un lit, lors des tournées.
Une garnacha est une compagnie de comiques ambulants composée de cinq ou six acteurs masculins, d'une actrice pour le premier rôle féminin et d'un garçon pour le deuxième rôle féminin. Leur répertoire est composé de quatre comédies, trois autos sacramentales et un certain nombre d'intermèdes.
Une bojiganga est une compagnie de comiques ambulants composée de deux actrices, un garçon et jusqu'à six ou sept acteurs. Leur répertoire est composé de six comédies, trois ou quatre autos sacramentales et cinq intermèdes. L'équipement devient plus important que pour les autres types de compagnie sus-cités, avec plusieurs chevaux, coffres et sacs.
La farándula est ce qui prépare à la compagnie de théâtre : elle peut être composée de nombreux acteurs, dont trois femmes. Elles se spécialisent essentiellement dans les comédies, en général au nombre de huit ou dix. La troupe est mieux organisée, possède de bons moyens de locomotion et de meilleurs accessoires et vêtements, choisissent de meilleurs villages ainsi que de meilleurs endroits pour dormir et se restaurer et gagnent bien leur vie.

### La Barracaet leTeatro del Pueblo

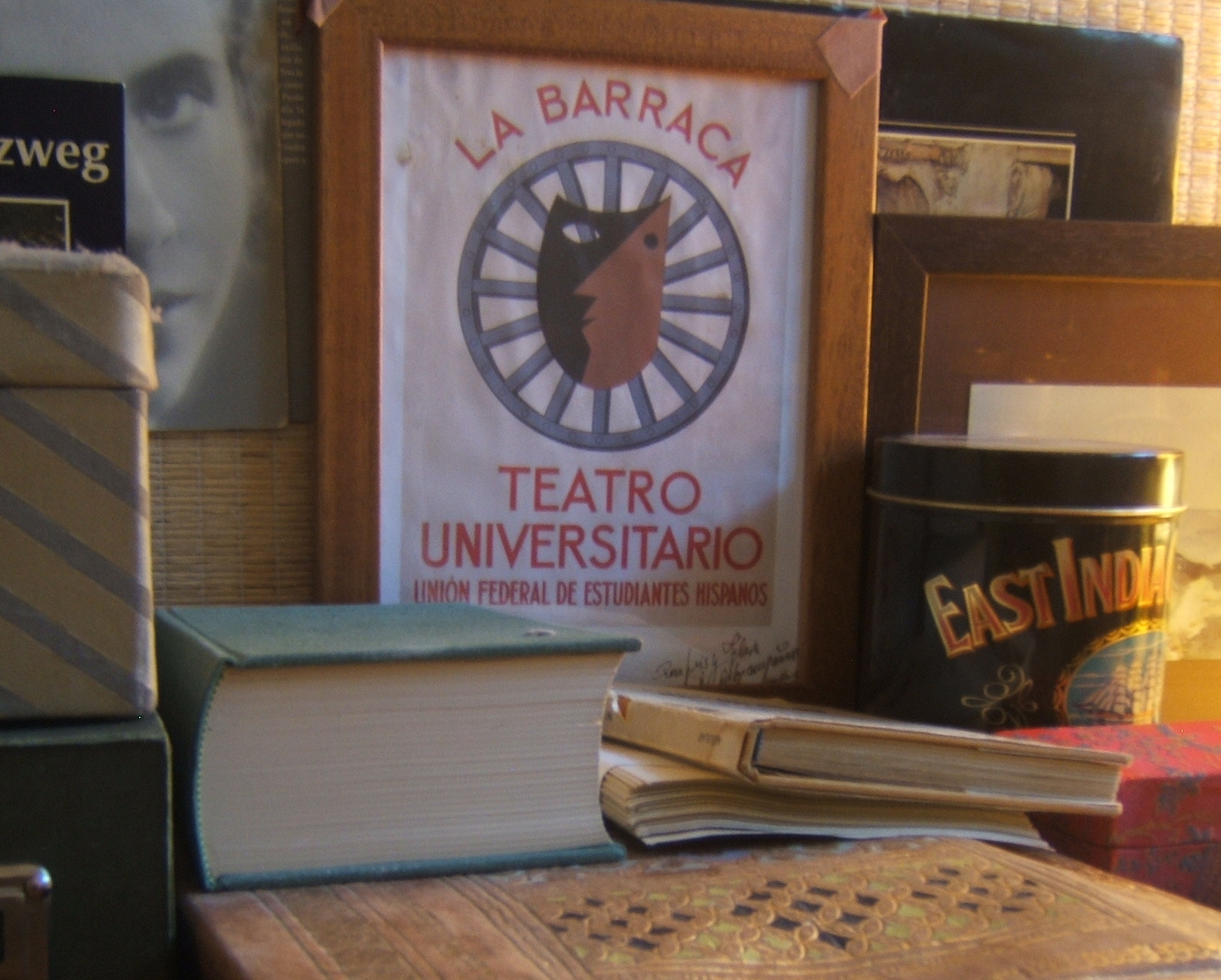
Copie de l'affiche de la compagnie de théâtre La Barraca.

La Barraca est une troupe de théâtre universitaire de caractère ambulant créée en 1931 à l'initiative du Ministère de Culture et d'Information Publique espagnol et est soutenue par le ministre de l'Instruction publique, Fernando de los Ríos, et par l'Unión Federal de Estudiantes Hispánicos (es) (UFEH), qui encadre administrativement le projet. Sa naissance a lieu au début de la Seconde République espagnole et fait partie du projet gouvernemental d'éducation populaire des Missions pédagogiques ; elle a pour but de rapprocher le théâtre classique espagnol aux zones de la péninsule Ibérique qui ont une faible activité culturelle. La Barraca a effectué 21 tournées dans 74 villes, où il a présenté un total de 13 œuvres en plus d'une centaine de représentations. En plus de représenter les grands classiques espagnols (Cervantes, Tirso de Molina, Calderón de la Barca, Lope de Vega), Federico García Lorca écrit également ses propres œuvres, comme Les Amours de Don Perlimplín avec Belise en son jardin, Lorsque cinq ans seront passés, Mademoiselle Rose ou le Langage des fleurs et Le Jeu de Don Cristóbal.
Avec l'éclatement de la Guerre civile en 1936, les différents membres du groupe disparaissent peu à peu, soit tragiquement, soit en s'exilant, condamnant ainsi la continuité de La Barraca,. Miguel Hernández est nommé directeur en 1937 pour réorganiser la compagnie, mais le conflit la dissout à nouveau.
Le projet est contemporain d'un autre théâtre itinérant, qui fonctionne au travers des actions d'amateurs qui sont souvent des étudiants universitaires provenant de l'Institution libre d'enseignement, le Teatro del pueblo (es) ou Teatro de las Misiones, dirigé par Alejandro Casona. Il écrit pour ce théâtre deux œuvres, Sancho Panza en la Ínsula et Entremés del mancebo que casó con mujer brava, et adapte des œuvres classiques qui sont aussi bien dirigées aux adultes qu'aux plus jeunes. Ces deux initiatives sont l'œuvre des Misiones Pedagógicas (créées par Manuel Bartolomé Cossío à partir des misiones ambulantes élaborées par Giner de los Ríos) qui utilisent ces institutions comme outils éducatifs, Teatro de las Misiones étant plus pédagogique qu'artistique,.

### Compagnies de répertoire et théâtres démontables

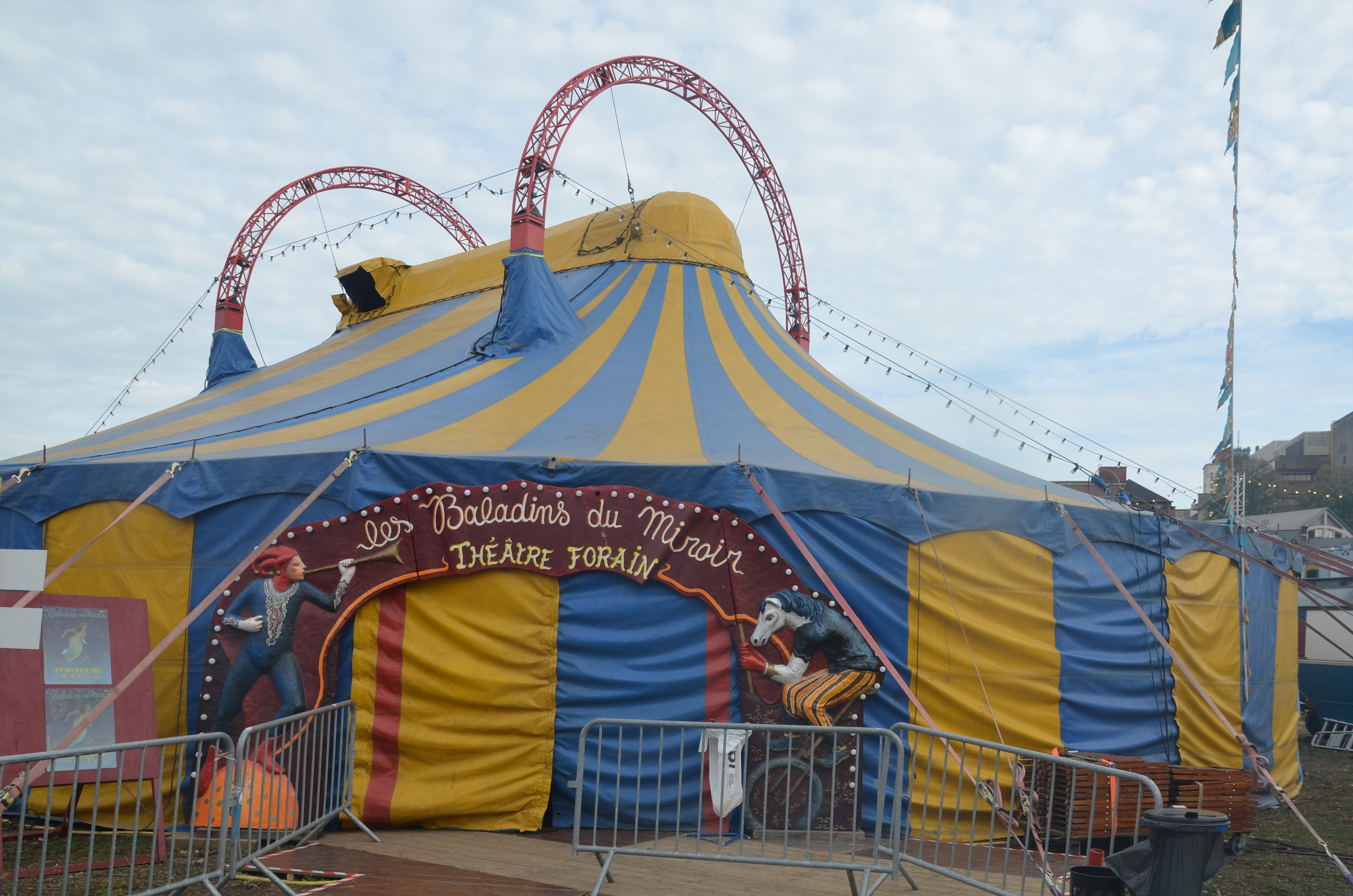
Chapiteau de la troupe théâtrale les Baladins du miroir.

Les compagnies théâtrales ambulantes ou « de répertoire » peuvent se considérer héritières des comique ambulant (es) ou des dramaturges de la route tels que Thespis, Lope de Rueda ou Agustín de Rojas Villandrando (c'est-à-dire : « bouger pour travailler et survivre »). Contemporaines de La Barraca ou du Teatro del pueblo (es), elles abondent tout au long du XXe siècle. Elles reçoivent ce nom parce qu'elles peuvent mettre en scène jusqu'à soixante œuvres (la moitié étant composées de trois actes et l'autre d'un seul). En général, elles sont composées de deux actrices et de cinq acteurs, souvent unis par des liens familiaux. Ils peuvent voyager en bus, en train ou en char avec peu d'équipage et peu de scénographie (des rideaux peints et rapiécés, quatre costumes d'époque et un ensemble de chapeaux assortis de plumes). Le répertoire est composé de comédies, de sainetes, de drames romantiques, de feuilletons (es) et autres poèmes en vers ainsi que des chansons populaires.
Ils visitent des villes et villages de toutes tailles, en suivant des circuits fixes pour ne pas entrer en conflit avec d'autres compagnies. Les compagnies de répertoire font essentiellement leur affaire dans toutes sortes de festivités (municipales, régionales, ou religieuses, telles que la Fête-Dieu, Pâques ou Noël.
Les plus grandes compagnies disposent de théâtre ou de chapiteaux portatifs, bien que plus discrets que ceux des cirques ; les deux entités s'arrangent d'ailleurs en général pour se répartir les circuits, événements ou même lieux de campement. En Espagne, les théâtres portatifs les plus célèbres sont le Teatro Candilejas, le Teatro Benavente, le Teatro Lope de Rueda, le Teatro portátil de los Hermanos Largo, etc.

### Chapiteaux ambulants mexicains
Pendant la première moitié du XXe siècle au Mexique, les carpas (es) sont particulièrement populaires. Elles sont une alternative culturelle sans prétentions intellectuelles qui prétend apporter aux plus pauvres un reflet de ce dont seuls les riches peuvent profiter, un peu à la manière de La Barraca.
Entre 1930 et 1960, après la Révolution mexicaine, les bas quartiers des villes importantes sont régulièrement visités par « un camion qui décharge un chapiteau avec un sol de terre et de la place pour une ou deux centaines de spectateurs sans autre loge que la parte basse de l'estrade, d'à peine six ou huit mètres, et d'une garde-robe rapiécée et poussiéreuse, mais avec beaucoup de plumes et de paillettes. Les artistes : comiques, danseurs et chanteurs, peut-être un ventriloque, un magicien ou un prestidigitateur et un groupe de jongleurs. »
En général, le spectacle est composé de trois sessions : la première est destinée au public de tout âge, et on y présente les artistes les moins connus ou qui attirent le moins de public ; la deuxième session est celle de meilleure qualité ; et lors de la troisième, celle de la soirée, c'est au tour du reste des numéros. De ces humbles chapiteaux populaires sortent du lot des comiques qui atteignent une certaine célébrité, tels que Cantinflas, son partenaire Manuel Medel (es) ou encore « Resortes (es) » et « Clavillazo (es) ».

### Le « Théâtre Mobile » de Navarro de Zuvillaga
En 1974, l'architecte, scénographe et dramaturge Javier Navarro de Zuvillaga obtient la médaille d'or du Salon de l'Invention et des Nouvelles Techniques de Genève pour son « théâtre mobile », élaboré en 1971, après l'avoir déjà exposé dans plusieurs festivals et musées en Angleterre et en Espagne,.

### Itinérants indépendants

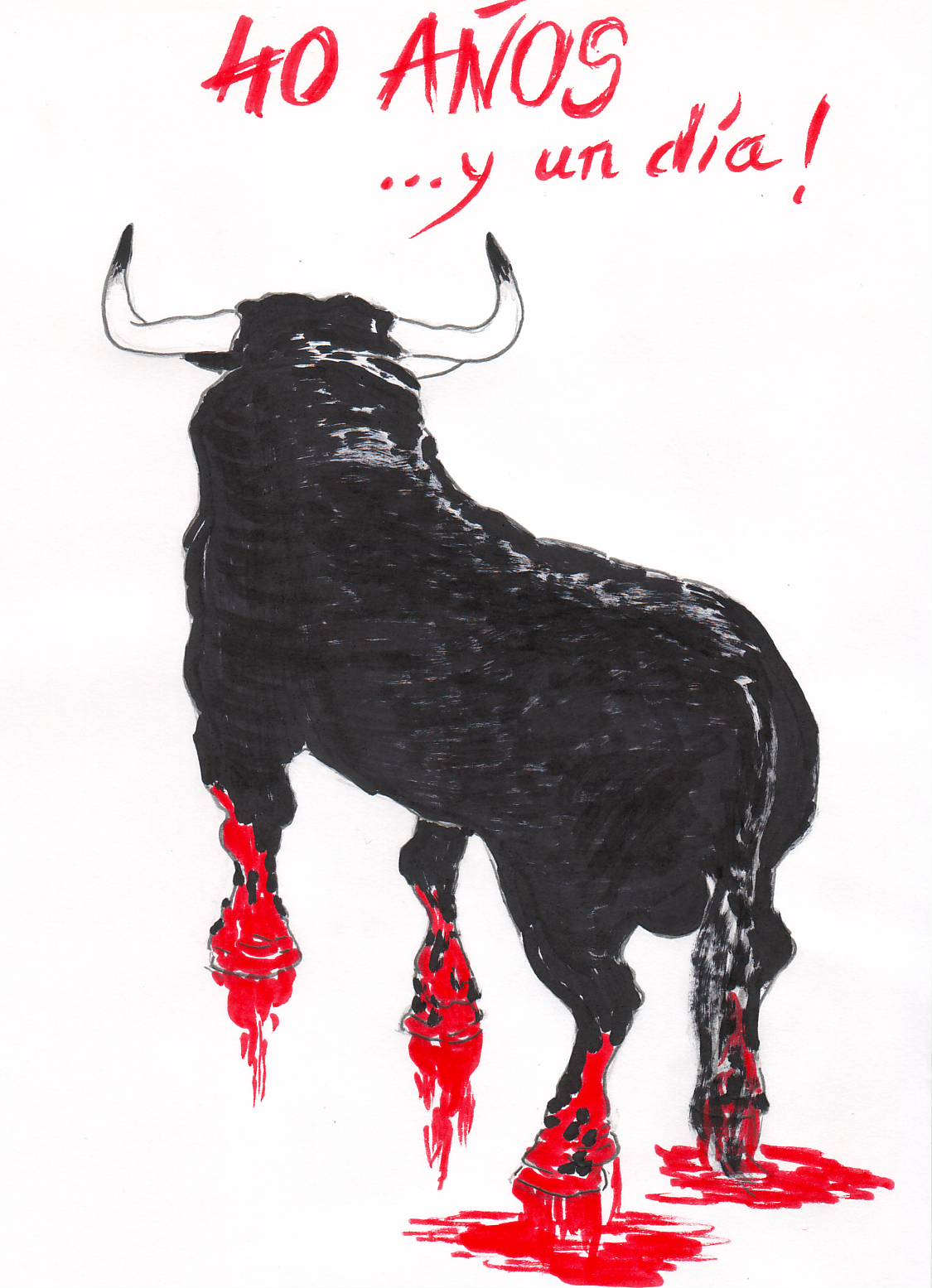
Affiche commémorative des quarante ans de la troupe espagnole de théâtre itinérant, La Cuadra de Séville.

La situation politique lors des dernières années de la Dictature de Franco favorise l'émergence de quelques troupes de théâtre indépendantes, qui proposent nombre de manifestation en Espagne entre 1960 et 1980. En effet, du fait de la censure et parfois de la faim, des troupes telles que Tábano (es) et La Cuadra de Séville parcourent l'Europe lors de plusieurs tournées successives et dans d'authentiques conditions de théâtre ambulant, où l'humour du comique ambulant (es) laisse la place au dialogue culturel avec un public qui vit la même situation d'errance : les exilés
.
L'un des mécènes intellectuels de ce phénomène de nomadisme théâtral en Espagne est le critique José Monleón Bennácer (es), qui a encouragé les groupes indépendants à participer aux festivals internationaux de théâtre les plus importants de l'époque, tels que celui de Nancy et Zagreb en Europe, et le Festival Internacional de Teatro de Manizales (es) en Colombie. Jack Lang, alors ministre de l'éducation française, a également beaucoup aidé le théâtre nomade.
Salvador Távora (es), le leader de La Cuadra de Sevilla se souvient de son expérience d'itinérance lors des 40 ans de sa troupe ainsi : 

« Nous avons acheté pour mille pesetas une fourgonnette à la troupe Las madres del cordero, qui nous aura servi de transport de matériel, d'entrepôt et même de toit pour dormir. Avec elle nous sommes arrivés jusqu'à Belgrade, où d'ailleurs nous avons gagné le deuxième prix du concours de théâtre. [...]

Notre théâtre était un compromis social car il n'avait pas de langage conventionnel. Nos textes étaient durs, agressifs, sans signe ni suspicion académique. »

— Salvador Távora

### XXIesiècle: LaFura dels Bauset l'itinérance par voie navigable

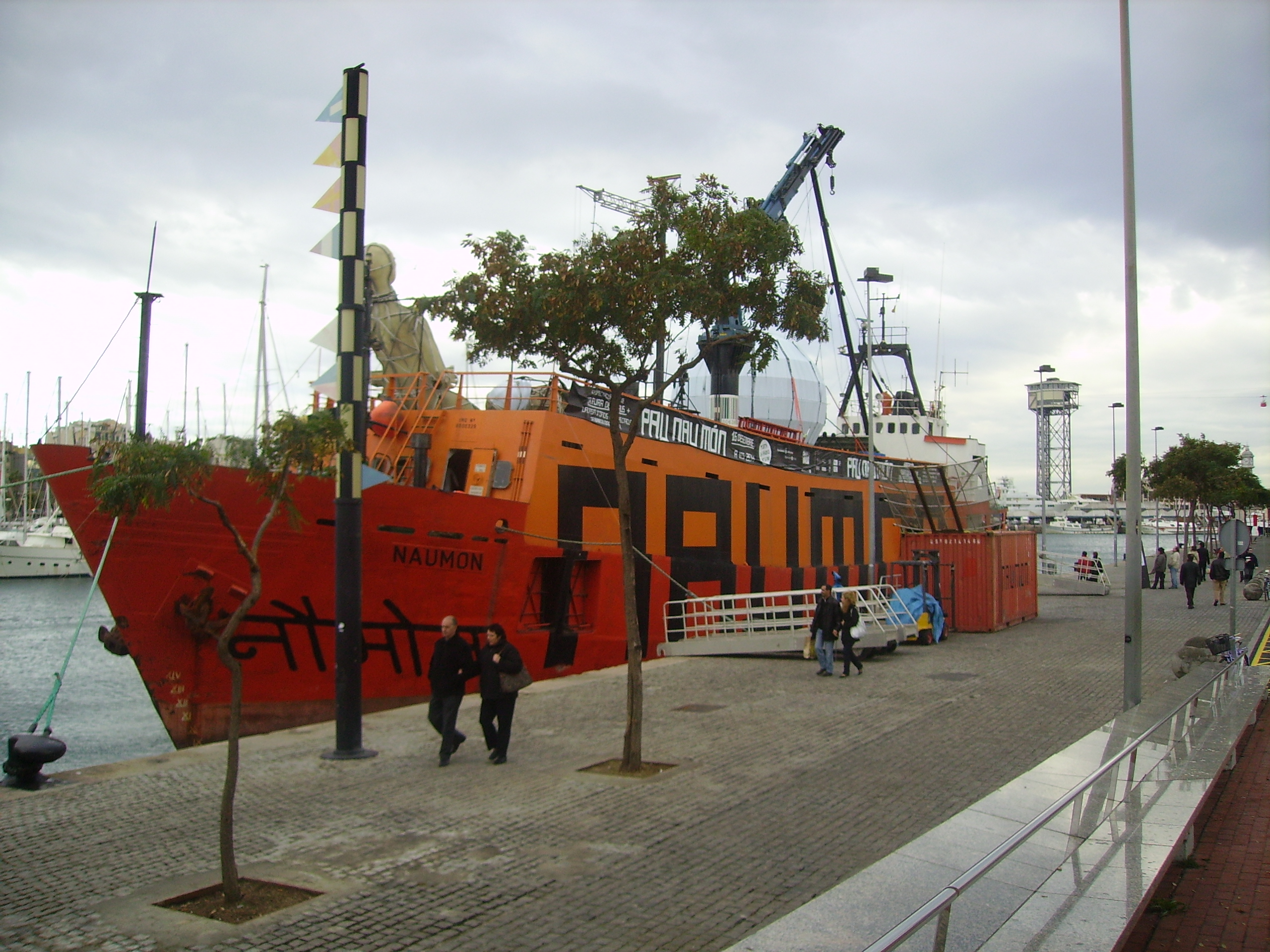
Le Naumon, navire de la troupe de théâtre itinérant La Fura dels Baus.

En 2004, La Fura dels Baus, une troupe née lors du retour de la démocratie en Espagne, inaugure une nouvelle forme de théâtre itinérant en transformant un navire de la marine marchande norvégienne en un théâtre ambulant, le « Naumon ». Selon sa propre définition, le Naumon est une « somme de spectacles qui ont pour pilier une scène insolite, un bateau, et a comme seule consigne le voyage. »
La démarche du Naumon commence avec une tetralogía anfibia (« tétralogie amphibie »), une série de représentations dans les ports que visite le navire ; elles sont parfois faites sur le pont (ce sont les « Naumaquias »), parfois dans la cale (ce sont les « Matrias ») et parfois dans la ville visitée (ce sont les « Terramaquias »). Le premier voyage, en 2004, est fait sous le thème du mythe de la Création et a lieu dans plusieurs endroits de la mer Méditerranée. Le deuxième voyage, en 2005, a lieu dans l'océan Atlantique et a pour thème la migration. Le troisième voyage, en 2006, a lieu dans l'océan Pacifique et a pour thème la mémoire. Enfin, le quatrième et dernier voyage de cette tétralogie amphibie a lieu dans l'océan Indien en 2007 et a pour thème les divinités.

## L'avenir du théâtre itinérant
L'espagnol Salvador Távora (es), leader de la plus ancienne et reconnue troupe de théâtre itinérant espagnol La Cuadra de Sevilla, ainsi que Jean-Luc Grandrie, directeur-adjoint des Tréteaux de France, centre dramatique national à vocation itinérante, s'accordent à dire que le théâtre itinérant ne saurait survivre sans les subventions gouvernementales,.
Le CITI, Centre International pour les Théâtres Itinérants est une plateforme qui rassemble depuis 1998 des compagnies itinérantes internationales. Il tient son origine du Footsbarn Travelling Theatre, compagnie cosmopolite emblématique. Le Citi met en plus en œuvre d’autres rencontres professionnelles, une publication papier et un site Internet. Il est soutenu par le ministère de la Culture et de la Communication, est membre de l’Ufisc (Union Fédérale d’Intervention des Structures Culturelles, et donc signataire du Manifeste « Pour une autre économie de l’art et de la culture ») et travaille en partenariat avec HorsLesMurs et le Syndicat des Cirques et Compagnies de Création.
Les compagnies itinérantes qui en font partie, associées aux compagnons de route, ont choisi de se doter d'un outil mobile de diffusion pour proposer leurs créations dans n'importe quel espace public.